# 椎咲雛樹
椎咲 雛樹（しいざき ひなき）は日本のゲームの原画家・イラストレーター。

## 作品

### アダルトゲーム
- 神愛 〜Shin ai〜
- Present for you 〜わたしをあ・げ・る〜
- 同人誌即売会をやろう!
- 3-days Marriage 〜光源氏の恋人〜
- MinDeaD BlooD 〜支配者の為の狂死曲〜
- まるごとMinDeaD BlooD
- MinDeaD BlooD 〜麻由と麻奈の輸血箱〜
- 夢幻廻廊
- MinDeaD BlooD 〜支配者の為の狂死曲〜 DVD Special Edition
- 式神 〜桔梗の華に秘めたる想い〜
- BIFRONTE 〜公界島奇譚〜
- 恋する式 〜SHIKIGAMI 2008〜
- EXTRA VA MIZUNA
- 夢幻廻廊1.5 〜連鎖〜
- 夢幻廻廊2 〜螺旋〜
- ク・リトル・リトル 〜魔女の使役る、蟲神の触手〜
- ク・リトル・リトル 〜"たろ"の触れる、乙女の触手〜
- ク・リトル・リトル 〜グレートハンティング〜
- MinDeaD BlooD Complete Edition
- 狗哭
- プリンセスX 〜僕の許嫁はモンスターっ娘!?〜
- プリンセスXFD 〜許嫁は終わらない!?〜
- 褐色の性戦士アイシャ
- ディバインハート マキナ 外伝02 〜淫蟲放卵記篇〜
- TRIPLE×SADISTIC 〜ドSなオレと令嬢たちの14日間〜
- 湯けむりの背徳交姦 〜幼なじみは、兄嫁で、若女将で、未亡人でした〜
- 美人女教師は、俺に逆らえない 〜眼鏡の奥に秘められた被虐と淫欲〜
- 服を捨てて街を歩こう! 〜透明薬で第一歩〜
- ディバインハート カレンSP 〜逆襲の怪蟲放孕記〜
- 神淫獣 〜身を捧げ誰が為に戦う〜
- おとこみこ 〜魔を鎮めるは麗しき男娘〜
- 俺の弟がこんなにk(ry
- ディバインハート カレンSP シーズン2 〜逆襲の魔物娘・アルラウネ!〜
- 蜥蜴の尻尾切り
- 隠れて! ドキドキアイドルH! 〜マネージャーとのいけないレッスン?〜
- 蜥蜴の尻尾切り 〜切れないしっぽ〜

### 同人ゲーム
- Sword DISK1